# Maxime Vachier-Lagrave

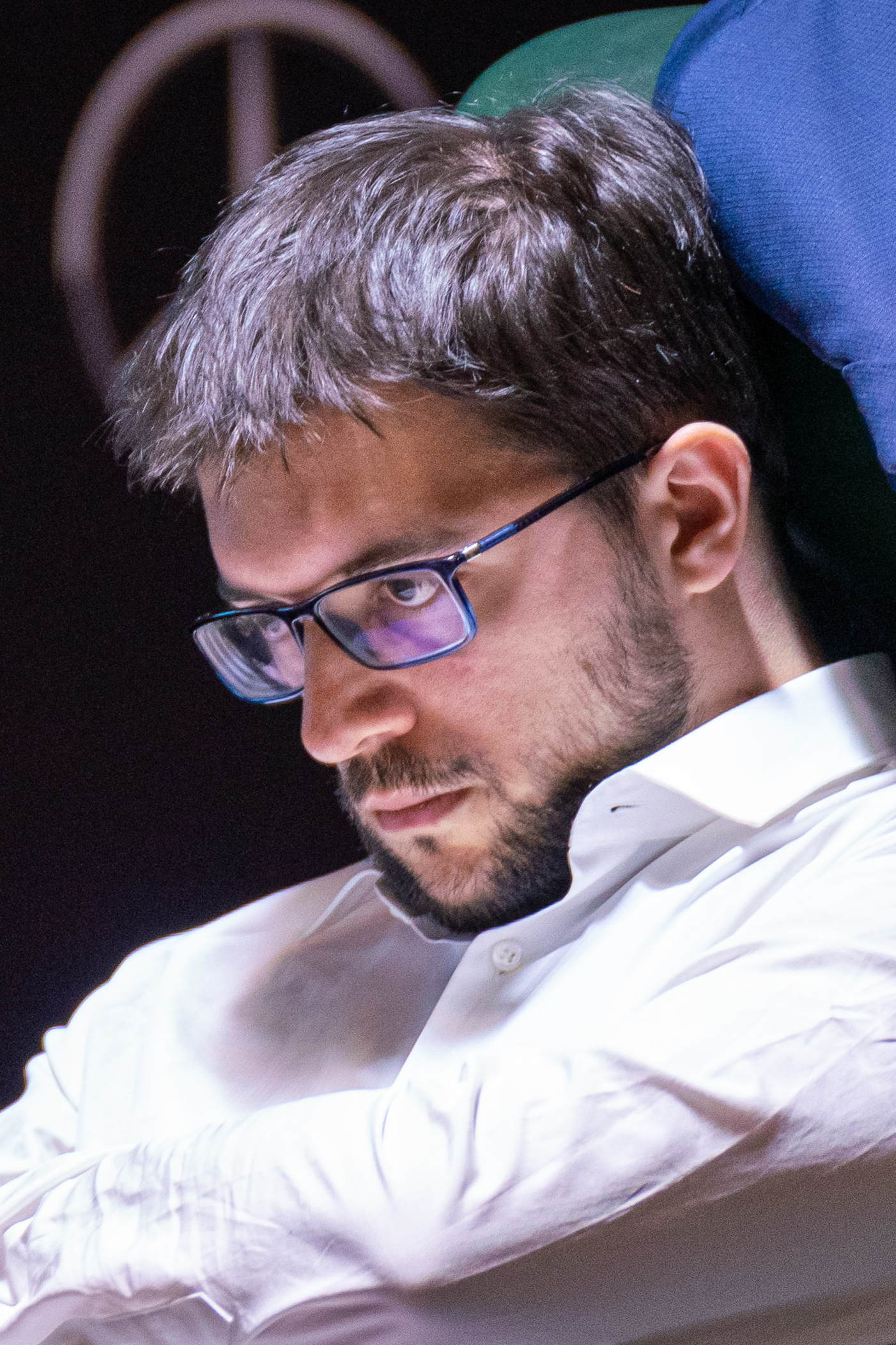
Maxime Vachier-Lagrave

Maxime Vachier-Lagrave, född 21 oktober 1990 i Nogent-sur-Marne, Frankrike, är en fransk stormästare och före detta juniorvärldsmästare i schack.
Vachier-Lagrave vann 1997 som sexåring franska U8-mästerskapen i schack. Under de följande åren vann han flera nationella ungdomsmästerskap mot äldre motståndare. Vachier-Lagrave blev stormästare som 14-åring, vid denna tidpunkt den 7:e yngsta i historien. År 2007 vann han som 16-åring franska seniormästerskapen efter särspel mot Vladislav Tkachiev och 2008 blev han tvåa efter särspel mot Etienne Bacrot. Vachier-Lagraves största framgångar hittills var segrarna i Biel 2009
(Biel, Schweiz) och segern i junior-VM 2009 (Puerto Madryn, Argentina), bland hans övriga internationella turneringsframgångar bör framhållas segrarna i Unive Tournament 2010 (Hoogeveen, Nederländerna) och Gyorgy Marx Memorial 2008 (Paks, Ungern) och 6:e plats i Aeroflot 2006 (Moskva, Ryssland).
I januari 2010 var Vachier-Lagrave rankad som nummer 18 i världen och 2:a bland världens juniorer efter Magnus Carlsen.
I september 2017 var han världens näst högst rankade spelare efter Carlsen. 
Maxime Vachier-Lagrave vann 2017 och 2021 Sinquefield Cup.